# Thawte
Thawte Consulting est une entreprise autorité de certification pour certificats X.509. Thawte a été fondée en 1995 par Mark Shuttleworth en Afrique du Sud et acquise par VeriSign à la suite de la proposition d'achat de 575 millions de dollars en 1999,. Verisign et Thawte avaient tous les deux leurs certificats dans les premiers navigateurs web de Netscape et ont été ainsi inclus dans tous les autres navigateurs web par défaut.
En août 2010, Symantec rachète la branche sécurité de Verisign, dont Thawte. 
En août 2017, c'est finalement Digicert qui rachète l'activité Website Security de Symantec, et donc les marques Thawte, Verisign et GeoTrust.
Thawte fournit des certificats SSL, des certificats développeur aussi bien que les certificats S/Mime pour courrier électronique[Information douteuse].